# Paratoacris
Paratoacris is een geslacht van rechtvleugeligen uit de familie veldsprinkhanen (Acrididae). De wetenschappelijke naam van dit geslacht is voor het eerst geldig gepubliceerd in 1984 door Li & Jin.

## Soorten
Het geslacht Paratoacris  is monotypisch en omvat slechts de volgende soort:
- Paratoacris reticulipennis (Li & Jin, 1984)